# Cupania inaequilatera
Cupania inaequilatera là một loài thực vật có hoa trong họ Bồ hòn. Loài này được Guarim mô tả khoa học đầu tiên năm 1993.